# Johan von Trippenbach
Johan von Trippenbach (19. září 1730 Kutná Hora – 1790) byl český šlechtic a velitel rakouské armády.

## Kariéra
Johan von Trippenbach se narodil do početné rodiny pána na Sukově Jana Antonína Petra von Trippenbach a jeho ženy Marie Anny rozené Haugvicové z Biskupic.
Do armády vstoupil jako patnáctiletý 10. září 1746 jako kadet do Pěšího pluku „Gideon von Laudon“ č. 29. Mimo období účasti na různých konfliktech se Johan von Trippenbach nacházel na různých místech Evropy 1750 v Budě, 1763 v Havlíčkově Brodě, 1770 v Kutné Hoře, 1771 na Moravě a ve Vídni. Od roku 1781 až do roku 1788 v Brně.
V letech 1782 až 1784 docházelo v Brně a jiných městech k mnohým změnám, které byly vyvolané reformami Josefa II. V Brně byla zřízená společná správa pro Moravu a rakouské Slezsko. Dne 10. října 1783 vláda v domě bankovní administrace zřídila Ústav pro výchovu chlapců od pluku Laudon.
V letech 1782 a 1784  Johann von Trippenbach navštěvoval Žďáru nad Sázavou. Dne 18. června 1782 je zapsaný v matrice jako Rytíř Johan von Trippenbach […] pluku Laudon, svědek svatby purkrabího Matěje Ambrože Břečky a dcery měšťana Kateřiny Pražákové. Taktéž 31. října 1784 zde byl svědkem křtu jejich dcery Barbory Břečky. V matrice je uveden jako Svobodný pán Johan von Trippenbach […] pluku Laudon. Ze zápisů je patrné, že došlo nejen ke změně hodností ale také ke změně šlechtického titulu.
Dle zápisu pluku Laudon zemřel Johan von Trippenbach v roce 1790. 

## Šlechtické tituly
- 1746 – rytíř
- 1783 – svobodný pán

## Armáda

### Pěší pluk „Gideon von Laudon“ č. 29
- „Obrist-Lieutenantkomp.“ (podplukovnická rota, podplukovník Engelhard). Velel jí kapitán-poručík Michael Schmalter (později Johan von Trippenbach)
- Rota Trippenbach. Velel jí hejtman Johann von Trippenbach

### Vstup do armády
Do armády vstoupil jako patnáctiletý 10. září 1746 a to do pluku (tehdy „Alt-Wolfenbüttel") jako kadet. Pluk byl tou dobou v mírovém garnisonu v Hradci Králové. Počátkem roku 1748 byl pluk povolán na Italské bojiště. Rozkaz byl ale za pochodu změněn a pluk zůstal v Segedínu, Mukačevu, Aradu a Grosswardeinu (dnes Oradea / RO). V roce 1750 byl pluk v Budě (dnes část Budapešti). V letech 1751 – 1755 pak byl v Praze. V roce 1751 byl Trippenbach povýšen na poručíka.

### Sedmiletá válka
Za sedmileté války stál pluk během bitvy u Lovosic 1. října 1756 v záloze. Do bitvy přímo nezasáhl. V bitvě u Prahy 6. května 1757 zajišťoval pluk ústup poražené armády. Zachránil se přesunem za pražské hradby. Následně byl Trippenbach povýšen na nadporučíka. V prosinci se pluk zúčastnil bitvy u Wroclawi, ve které ztratil celkem 97 mužů. V bitvě u Lutyně 5. prosince 1757 zahynulo 25 mužů včetně velitele pluku, plukovníka Karla von Müffling. Mezi 313 raněnými byl i Trippenbach. Prapor, ve kterém byl i nadporučík Trippenbach, náležel k posádce která byla ve Wroclawi. Pevnost kapitulovala 20. prosince. Posádka (včetně nadporučíka Trippenbacha, který byl raněn) padla do Pruského zajetí. Většina důstojníků byla však zakrátko vyměněna za pruské zajatce a vrátila se k pluku. Nadporučík Trippenbach se pak zúčastnil všech dalších bitev Sedmileté války, aniž by utrpěl další zranění.

### Doba míru
V roce 1763 byl pluk dislokován v okolí Německého Brodu (dnes Havlíčkův Brod). V roce 1767 si Trippenbach zakoupil šarži kapitán-poručíka. Při lustraci pluku v květnu r. 1770 byl štáb a pět rot v Kutné Hoře. Trippenach je zde uveden již jako hejtman a velitel jedné roty. Šest rot bylo lustrováno v Německém Brodě. Pět ve Vídni. Dvě granátnické roty byly v Litomyšli. V roce 1771 byl celý pluk na Moravě mimo čtyř rot, které byly ve Vídni. Hejtman Trippenbach převzal 24. ledna 1771 rotu, které dříve velel – nyní na podplukovníka povýšený - Ferdinand d´Urbain. V roce 1781 byl povýšen na majora, jeho pluk byl až do roku 1788 v Brně a Žďáru nad Sázavou.

### Rakousko-turecká válka
Za rakousko-turecké války v roce 1788 byla jeho rota přidělena k tzv. „Leibbatallionu“, tedy praporu majitele pluku. Praporu velel v poli plukovník hrabě Argenteau. Prapor byl přeložen do Vídně, kam dorazil 10. března. Po Dunaji byl pak přemístěn do Semlinu, oproti pevnosti Bělehrad. Obléhání Bělehradu ale muselo být pro nepřízeň počasí přerušeno. Pluk se vrátil do Komárna, kde strávil zimu. V příštím  roce se prapor s celou Laudonovou armádou vrátil k Bělehradu, který byl v září opět obležen. Při útoku na pevnost 30. září se prapor, ve kterém bojoval i Trippenbach vyznamenal při dobytí předměstí („Raizenstadt“). Prapor se pak na zimu vrátil do Brna, major Trippenbach povýšen na podplukovníka.